# Meijin 1982
Il Meijin 1982 è stata la settima edizione del torneo goistico giapponese Meijin.

## Torneo
- W indica vittoria col bianco
- B indica vittoria col nero
- X indica la sconfitta
- +R indica che la partita si è conclusa per abbandono
- +N indica lo scarto dei punti a fine partita
- +F indica la vittoria per forfeit
- +? indica una vittoria con scarto sconosciuto
- V indica una vittoria in cui non si conosce scarto e colore del giocatore

| Giocatore           | M.K.  | H.O. | R.K.   | M.T.  | K.K.  | E.S.   | T.S.  | K.H.  | Y.H. | Risultato | Note                    |
| ------------------- | ----- | ---- | ------ | ----- | ----- | ------ | ----- | ----- | ---- | --------- | ----------------------- |
| Masao Katō          | –     | B+R  | W+R    | X     | X     | X      | W+F   | B+1,5 | X    | 4-4       |                         |
| Hideo Otake         | X     | –    | B+11,5 | W+3,5 | B+2,5 | W+6,5  | B+F   | W+R   | B+R  | 7-1       | Qualificato alla finale |
| Rin Kaiho           | X     | X    | –      | B+0,5 | X     | B+R    | W+F   | B+3,5 | W+R  | 5-3       |                         |
| Masaki Takemiya     | W+4,5 | X    | X      | –     | X     | W+12,5 | X     | W+0,5 | X    | 3-5       | Retrocesso              |
| Kōichi Kobayashi    | B+R   | X    | B+R    | W+R   | –     | X      | W+F   | X     | W+R  | 5-3       |                         |
| Eio Sakata          | W+R   | X    | X      | X     | W+R   | –      | B+R   | W+R   | B+R  | 5-3       |                         |
| Toshihiro Shimamura | X     | X    | X      | W+2,5 | X     | X      | –     | X     | X    | 1-7       | Retrocesso              |
| Kunihisa Honda      | X     | X    | X      | X     | W+3,5 | X      | W+7,5 | –     | X    | 2-6       | Retrocesso              |
| Yasumasa Hane       | B+R   | X    | X      | W+1,5 | X     | X      | B+R   | W+R   | –    | 4-4       |                         |

## Finale
La finale è stata una sfida al meglio delle sette partite.